# 采文
采文（發音：[ˈtseːvn̩] ⓘ）是德国下萨克森州维默河畔罗滕堡县的城市，面积74.13平方千米，2023年12月31日人口为14,376人。